# The Thrills
The Thrills är ett irländskt rockband, bildat i Dublin, Irland, 2001. Bandet albumdebuterade med So Much for the City, vilket också kom att bli bandets genombrott. Skivan hade flera hitsinglar, däribland "One Horse Town" och "Big Sur", och nådde förstaplatsen på Irlandslistan.
De två nästkommande albumen, 2004 års Let's Bottle Bohemia och 2007 års Teenager nådde inte samma framgångar, även om Let's Bottle Bohemia sålde platina i Irland.

## Diskografi
- 2003 - So Much for the City
- 2004 - Let's Bottle Bohemia
- 2007 - Teenager